# Roast
Un roast (en français « mise en boîte » ou « mise sur le gril ») est aux États-Unis, une réunion (gala, dîner annuel, pot d'adieu, remise de prix, émission de télévision) au cours de laquelle un humoriste prononce une série de remarques satiriques visant une personne invitée, laquelle est tenue de les prendre avec bonne humeur et de ne pas y répondre par des insultes, démontrant ainsi une nature humble et enjouée. Celui qui procède au roasting est le roastmaster, celui qui est visé est le roastee, considéré comme roasted par la suite.
Popularisée en 1974 par Dean Martin dans son émission télévisée Celebrity Roast, la pratique du roast a été reprise de 1998 à 2002, par la chaîne câblée Comedy Central. L'un de ses animateurs, Stephen Colbert, réalise l'un des roasts les plus célèbres aux États-Unis, lors de son discours au gala des correspondants de la Maison-Blanche, où le roastee est le président en exercice, George W. Bush. En 2003, la chaîne lance le programme Comedy Central Roast, porté notamment par Jeff Ross, qui gagne durant sa carrière dans le stand-up (comique de scène) à New York, le sobriquet de « Roastmaster General ».